# セミトレーリングアーム式サスペンション

セミトレーリングアーム

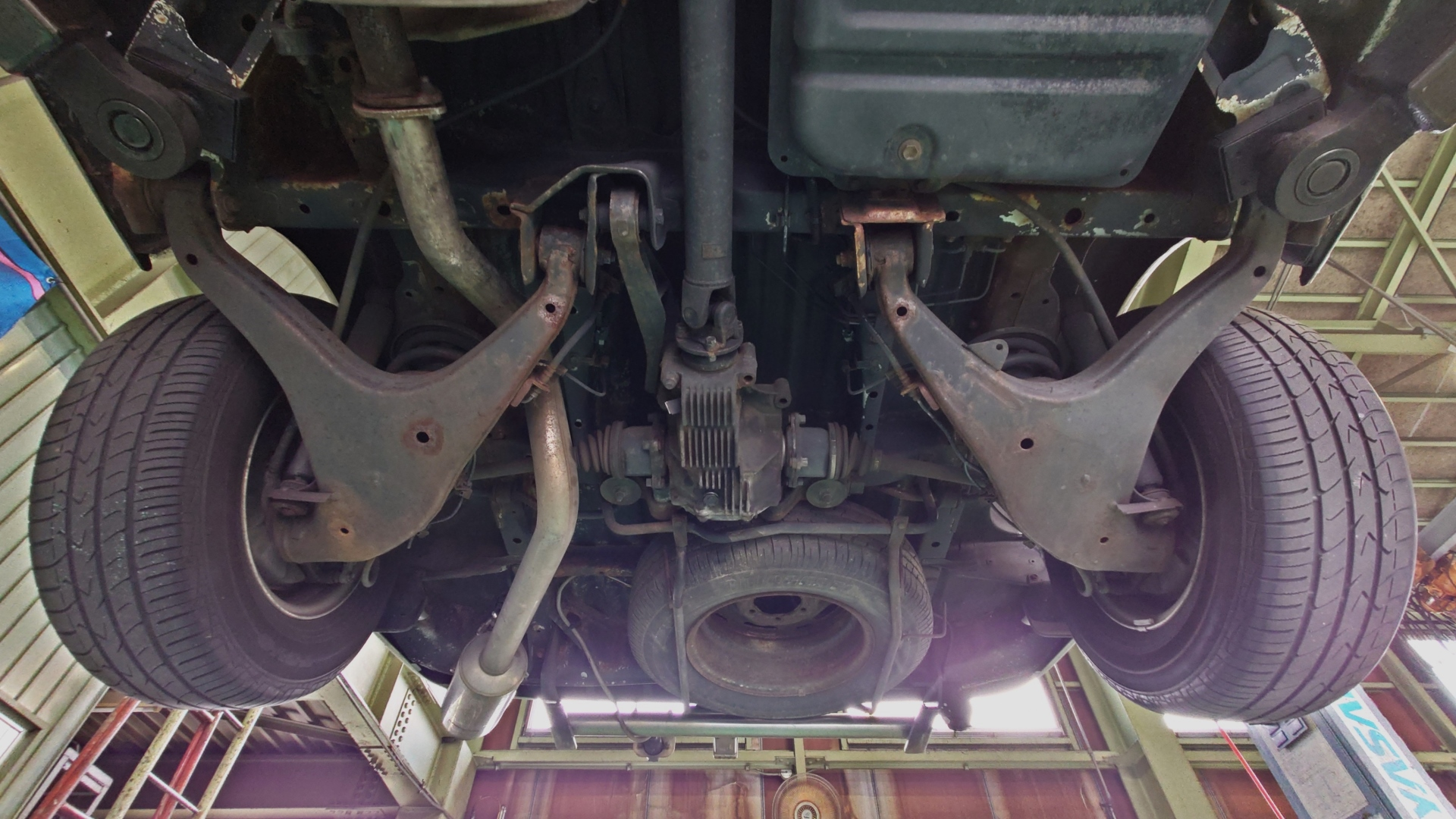
セミトレ―リングアーム式サスペンションの例。トヨタ・グランドハイエースのリアサス周り

セミトレーリングアーム式サスペンション (英: Semi-trailing arm suspension) とは自動車の独立懸架方式のひとつで、スイングアームが車軸の前方に配置され、スイングアームのピボット軸が車両の進行方向に対して斜めに配置された形式である。

## 概要
車軸をスイングアームで位置決めしたスイングアーム式サスペンションの一種として扱われ、車体に2点で回転可能に支持されるスイングアームは、回転軸が車体中央に向かうほど後退・水平方向が車体中央側を若干高くするよう角度が付けられている。これにより、旋回時に外輪のサスペンションが縮んだ際にはキャンバ角がネガティブ方向に、トウがイン方向に変化する設定が可能となった。こうしたジオメトリ変化を利用して操縦安定性を高くできることから、FRレイアウトの車種にリヤサスペンションとして広く採用された。スイングアームの回転軸が進行方向に対して斜めに取り付けられている方式にはダイアゴナルリンクを用いたスイングアクスル式もあるが、この方式のスイングアーム回転軸は車両進行方向に対して45°の後退角を持っている。セミトレーリングアームはこれよりも少ない角度として旋回時の操縦安定性を改善している。
一方、スイングアームが支持される点は車軸よりも前方にあることから、旋回時の遠心力による横方向の荷重や制動時などによる後方への荷重が車輪にかかると、スイングアームを車両中央方向へ回転させる力のモーメントが発生する。スイングアームの軸はエラストマーなどの弾力性を持った材質を介して支持されているため、スイングアームの角度が変化して、車輪のトーはアウト方向に変化する。これによって車体のステアリング特性はオーバーステア気味になり、操縦安定性は悪化する。こうした応答を改善するためにセミトレーリングアーム式にはトーコントロールリンクと呼ばれる、トーアウト傾向を発生させる荷重を受け止めるためのリンクを追加した方式も現れた。これによってトーアウト傾向をある程度は抑えることはできたが、構造上問題を完全に避けることができないため、当方式をベースにリンクを追加した形式のマルチリンク式サスペンションへと取って代わられた。

## 歴史
セミトレーリングアーム式はBMWが開発し、固定車軸式にかわり、1960年代から1980年代後半までの比較的高出力車に多用された。日本で最初の採用は1967年8月に発売された510型ブルーバードに搭載され、その後、GC10型スカイライン2000GTに採用されたものの、当時としては上位グレードのみの採用が多かった。日本では日産自動車が多く採用していたが、トヨタ自動車でもマークII（3代目 - 5代目の上位グレード）やセリカ（2代目 - 3代目の上位グレード）、カリーナ（2代目 - 3代目の上位グレード）、ソアラ（初代の上位グレード）などの一部の車種で採用されていた。(詳しくは各車種を参考のこと)
軽自動車ではダイハツ・フェローMAX、クオーレ、ミラ(2代目 - 4代目)、オプティ(初代)、ムーヴ(初代)、スバル・サンバー、レックス、R-2で採用例がある。

## 備考
- 当方式の採用車両で極端に車高を下げると、大きいキャンバー角の減少で車輪が車体内側に倒れる「ネガティブキャンバー」の状態になりやすい。この状態を車体後方から見るとタイヤが「ハの字」に見えるため、「ハの字シャコタン」と呼ばれた。
- スイングアームの回転軸が車軸より低い位置に設定されることが多く[2]、後輪駆動車の場合は加速時にスイングアームの前方（車体側）が下に沈む偶力を発生し、リヤサスペンションが縮み車体全体が後下がり（スクォート）になる傾向が強い。